# CIE 071
Тепловоз CIE 071 (заводская серия EMD JT22CW) — шестиосный тепловоз мощностью 2475 л. с. строившийся с 1976 по 1984 год и поставлявшийся для эксплуатации в Египет, Ирландию, Ирак, Судан, Югославию.
На тепловозе установлен 12 цилиндровый V-образный двухтактный дизель EMD 645 с турбокомпрессором и механической воздуходувкой. Для запуска дизеля используется стартер-генератор питающийся от аккумуляторной батареи ёмкостью 420 ампер-часов.
Компоновка тепловоза оригинальная: две кабины машиниста на всю ширину тепловоза, а между ними капот, накрывающий все агрегаты. Проход из кабины в кабину, обслуживание и осмотр дизеля и других механизмов с переходных площадок.
Тележки — Flexicoil, тяговые электродвигатели — D77.
Минимальный радиус проходимых кривых — 50 метров. Высота тепловоза на уровнем головки рельс — 404 см, ширина — 289 см, длина — 17,37 м.

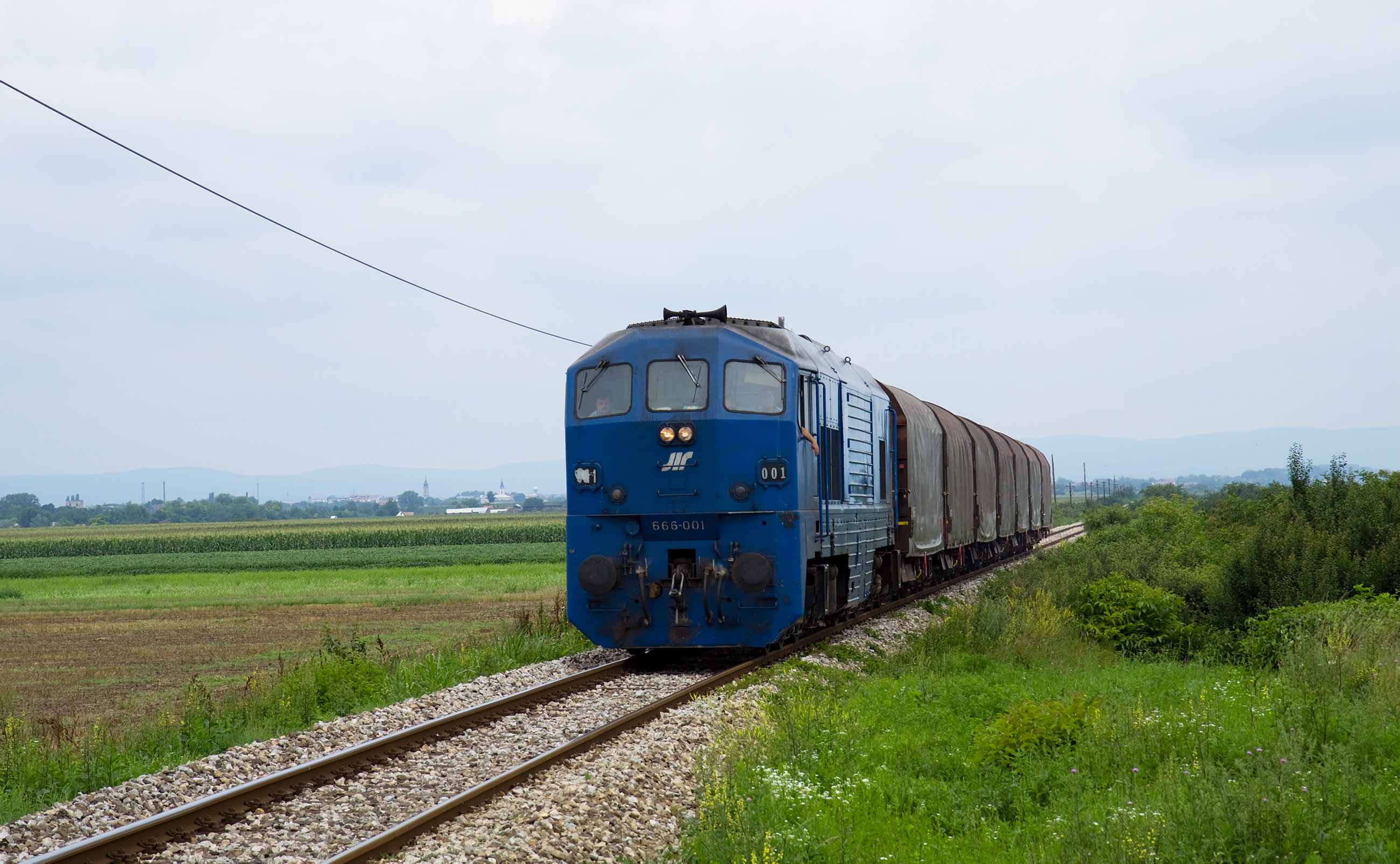
Тепловоз серии 666 ж.д. Сербии (ŽS)

С момента введения тепловозов в эксплуатацию в Ирландии, в конце 1970-х годов они оставались главными на пассажирских перевозках в течение 20 лет.
Четыре тепловоза используются на Железнице Србије в Сербии (видимо доставшиеся в наследство от Югославии, от Железные дороги Югославии). В Сербии на ŽS они именуются серией 666. В отличие от других тепловозов у этих компоновка вагонная. Окраска тепловозов голубая.